# Baumsteiger (Vögel)
Die Baumsteiger (Dendrocolaptinae) sind eine Unterfamilie innerhalb der Töpfervögel in der Ordnung der Sperlingsvögel (Passeriformes).

## Verbreitung
Verbreitet sind sie in den subtropischen und tropischen Waldgebieten in Mittel- und Südamerika (von Mexiko bis nach Argentinien) und leben überwiegend als Einzelgänger. Manchmal schließen sie sich zu größeren Gruppen zusammen.

## Merkmale
Die Schnabelform variiert von Art zu Art. Er kann lang und nach vorne abwärts gekrümmt sein, wie bei dem Sichelbaumhacker oder kurz und gerade wie bei dem Rotschwanzkletterer. Sie verfügen über scharfe Krallen und über kräftige Beine und Füße. In der braunen Gefiederfarbe ähneln sich Weibchen und Männchen. Die Flügel und die Schwanzfedern haben häufig eine rostbraune Farbe. Mit Hilfe ihrer scharfen Krallen und den steifen Schwanzfedern, die sie als Stütze benutzen, können sie gut an den Bäumen entlanglaufen. Sie ernähren sich von Insekten, die sie in den Falten der Baumrinde finden. Ihre Nester legen sie in Baumhöhlen oder verlassenen Spechtlöchern an.

## Gattungen und Arten
- Gattung Dendrocincla

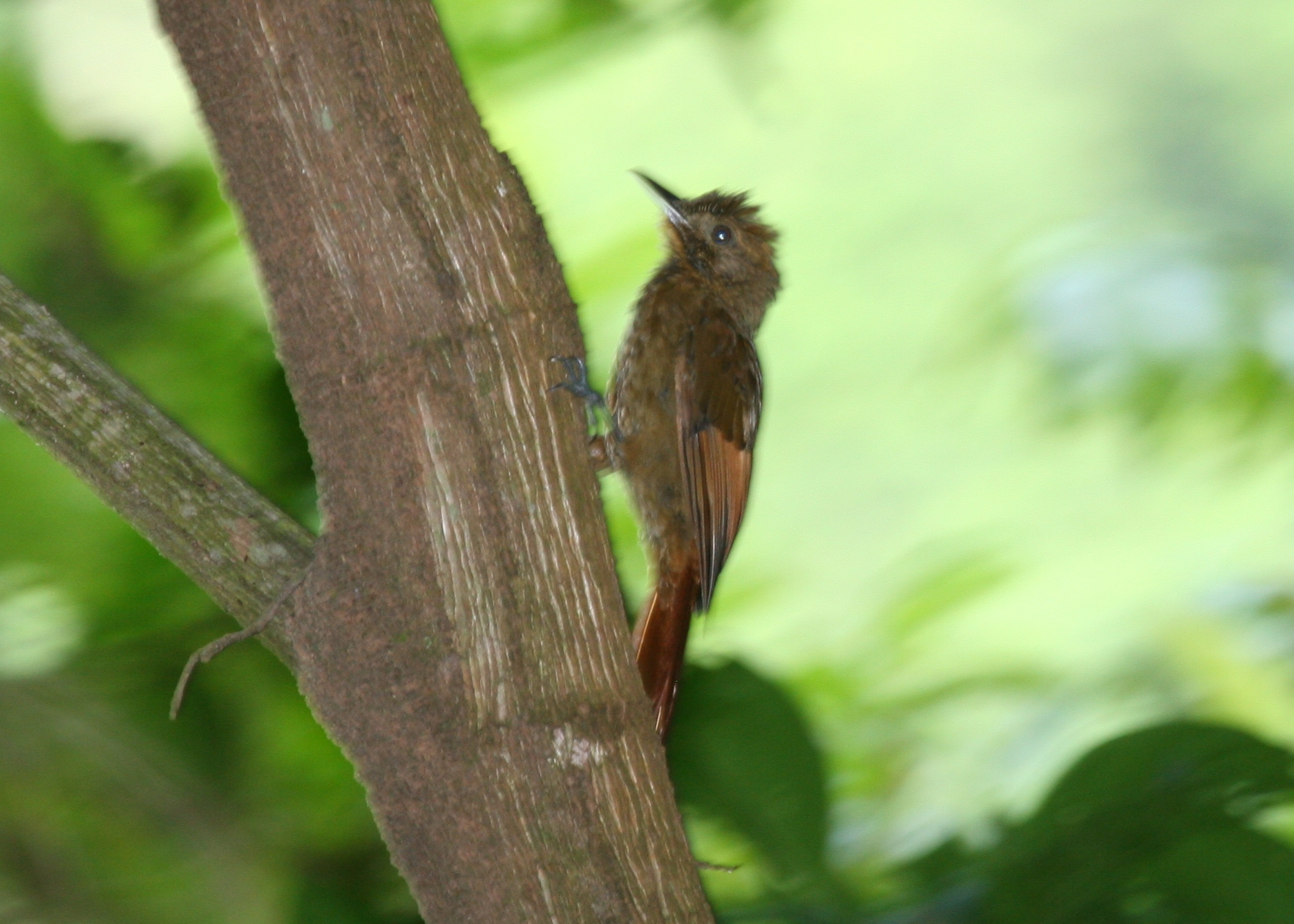
Lohschwingen-Baumsteiger (Dendrocincla anabatina)

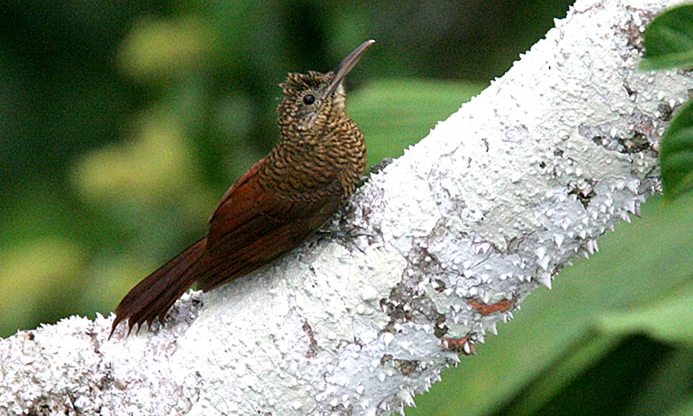
Bindenbaumsteiger (Dendrocolaptes certhia)

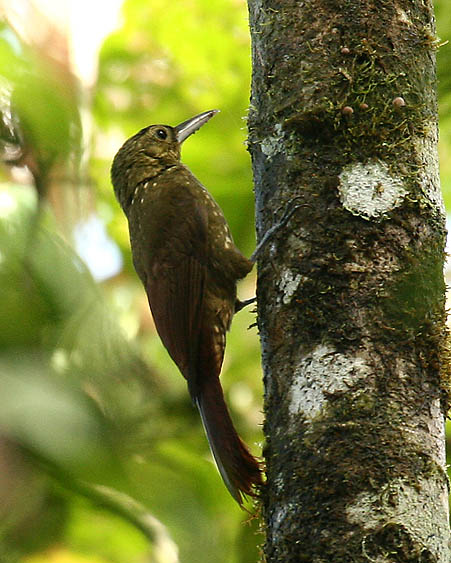
Sternflecken-Baumsteiger (Xiphorhynchus erythropygius)

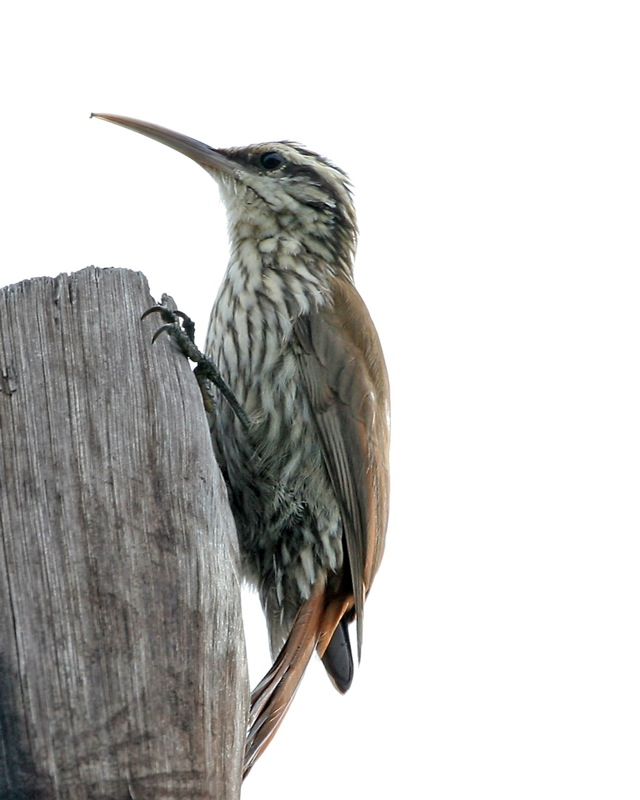
Schmalschnabel-Baumsteiger (Lepidocolaptes angustirostris)

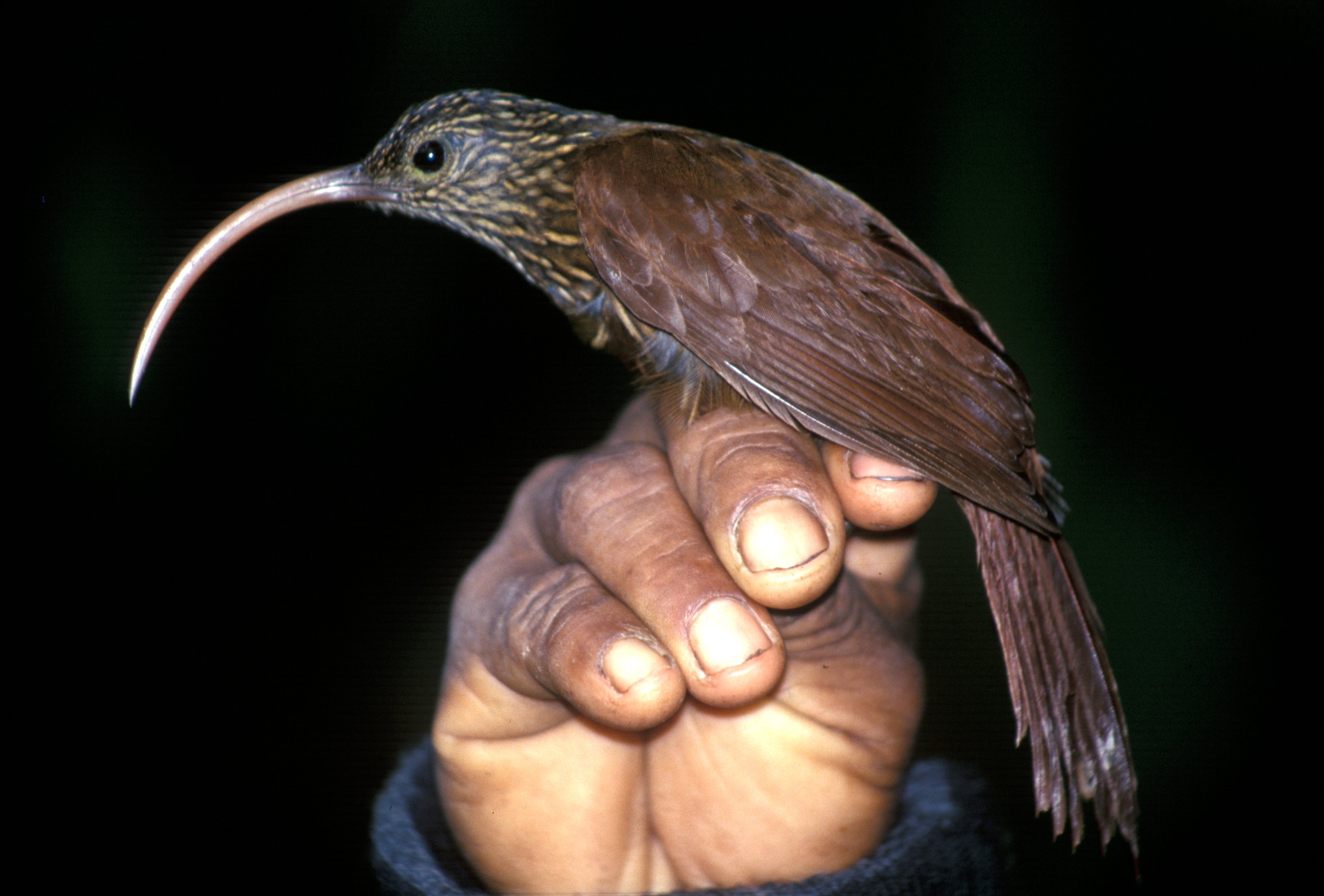
Braunsensenschnabel (Campylorhamphus pusillus)

  - Tyrannenbaumsteiger (Dendrocincla tyrannina)
  - Starkschnabel-Baumsteiger (Dendrocincla macrorhyncha)
  - Lohschwingen-Baumsteiger (Dendrocincla anabatina)
  - Grauwangen-Baumsteiger (Dendrocincla fuliginosa)
  - Weißkinn-Baumsteiger (Dendrocincla merula)
  - Kappenbaumsteiger (Dendrocincla homochroa)
- Gattung Deconychura
  - Langschwanz-Baumsteiger (Deconychura longicauda)
  - Kehlfleck-Baumsteiger (Deconychura stictolaema)
- Gattung Sittasomus
  - Olivbaumsteiger (Sittasomus griseicapillus)
- Gattung Glyphorhynchus
  - Rindenpicker (Glyphorhynchus spirurus)
- Gattung Drymornis
  - Degenschnabel-Baumsteiger (Drymornis bridgesii)
- Gattung Nasica
  - Langschnabel-Baumsteiger (Nasica longirostris)
- Gattung Dendrexetastes
  - Zimtkehl-Baumsteiger (Dendrexetastes rufigula)
- Gattung Hylexetastes
  - Wellenbauch-Baumsteiger (Hylexetastes stresemanni)
  - Rotschnabel-Baumsteiger (Hylexetastes perrotii)
- Gattung Xiphocolaptes
  - Weißkehl-Baumsteiger (Xiphocolaptes albicollis)
  - Bahiabaumsteiger (Xiphocolaptes villanovae)
  - Bartbaumsteiger (Xiphocolaptes falcirostris)
  - Grauschnabel-Baumsteiger (Xiphocolaptes franciscanus)
  - Riesenbaumsteiger (Xiphocolaptes major)
  - Strichelkopf-Baumsteiger (Xiphocolaptes promeropirhynchus)
- Gattung Dendrocolaptes
  - Bindenbaumsteiger (Dendrocolaptes certhia)
  - Borbabaumsteiger (Dendrocolaptes concolor)
  - Hoffmannsbaumsteiger (Dendrocolaptes hoffmannsi)
  - Blauschnabel-Baumsteiger (Dendrocolaptes picumnus)
  - Flachschnabel-Baumsteiger (Dendrocolaptes platyrostris)
- Gattung Xiphorhynchus
  - Geradschnabel-Baumsteiger (Xiphorhynchus picus)
  - Amazonasbaumsteiger (Xiphorhynchus necopinus)
  - Streifenbaumsteiger (Xiphorhynchus obsoletus)
  - Augenbaumsteiger (Xiphorhynchus ocellatus)
  - Spixbaumsteiger (Xiphorhynchus spixii)
  - Schmuckbaumsteiger (Xiphorhynchus elegans)
  - Tropfenstirn-Baumsteiger (Xiphorhynchus guttatus)
  - Rostkehl-Baumsteiger (Xiphorhynchus pardalotus)
  - Streifenmantel-Baumsteiger (Xiphorhynchus eytoni)
  - Ivoorsnavelmuisbaumsteiger (Xiphorhynchus flavigaster)
  - Tamaulipasbaumsteiger (Xiphorhynchus striatigularis)
  - Tränenbaumsteiger (Xiphorhynchus lachrymosus)
  - Sternflecken-Baumsteiger (Xiphorhynchus erythropygius)
  - Schuppenbrust-Baumsteiger (Xiphorhynchus triangularis)
- Gattung Lepidocolaptes
  - Buntbaumsteiger (Lepidocolaptes leucogaster)
  - Souleyetbaumsteiger (Lepidocolaptes souleyetii)
  - Schmalschnabel-Baumsteiger (Lepidocolaptes angustirostris)
  - Fleckscheitel-Baumsteiger (Lepidocolaptes affinis)
  - Fleckenbauch-Baumsteiger (Lepidocolaptes squamatus)
  - Schlankschnabel-Baumsteiger (Lepidocolaptes fuscus)
  - Layardbaumsteiger (Lepidocolaptes albolineatus)
- Gattung Drymotoxeres
  - Wangenstreif-Sensenschnabel (Drymotoxeres pucheranii)
- Gattung Campylorhamphus
  - Rotrücken-Sensenschnabel (Campylorhamphus trochilirostris)
  - Braunsensenschnabel (Campylorhamphus pusillus)
  - Trauersensenschnabel (Campylorhamphus falcularius)
  - Dunkelsensenschnabel (Campylorhamphus procurvoides)